# Гроппенштайн (замок)
Гроппеншатайн (нем. Burg Groppenstein) — средневековый каменный замок над деревеней Рауфен, в северо-западной части ярмарочной коммуны Оберфеллах, недалеко от слияния рек Малльницбах и Мёлль, в федеральной земле Каринтия, Австрия. Назван по имени близлежащего ущелья Гроппенштайн. Комплекс находится в частной собственности. Владельцем является Роберт Шёбель. По своему типу сооружение относится к замкам на вершине.

## История

### Ранний период
Замок Гроппенштайн впервые упоминается в документе 1254 года. Тогда его название звучало как «туррис Кропенштайн» (на латыни — turris Cropensteine). В то время архиепископ Зальцбургский Филипп фон Шпанхайм передал своему командиру лучников Генриху Свархаупту ряд владений недалеко от ущелья Гроппенштайн. Свидетелем этого акта стал министериал графов Ортенбургских по имени Пабо де Кропенштайн. При этом археологические раскопки и косвенные свидетельства дают основания утверждать, что каменная башня на этом месте могла быть построена гораздо раньше. А этимология названия позволяет считать, что имя замка могло быть образовано от древневерхненемецкого личного имени Гроппо (groppo — зелёный, салатовый).
В конце XIII или начале XIV веков Гроппенштайн перешёл во владение графов Горицких. В 1324 году Фридрих фон Гроппенштейн упоминается в качестве придворного при дворе графа Альбрехта фон Гориция-Тироля.
Долгое время Гроппенштайн именовали башенным замком. Но уже в 1342 году его упоминают как полноценную крепость (что подразумевало наличие внешних стен). В ту же эпоху встречаются сведения о том, сын Конрада дер Грёпплера именовался Йоргом фон Гроппенштайн. То есть этот рыцарь был кастеляном или владел крепостью на правад феодального владения. Вероника фон Гроппенштейн была последней из этого рода. Она вышла замуж за графа Вильгельма фон Шернперга и замок стал частью владений его рода.
Между 1470 и 1480 годами замок был значительно расширен. Руководил работами горицкий министериал. В результате Гроппеншитайн превратился в серьёзное укрепления, захватить которое было непросто. Примерно в это же время Якоб Грёппель фон Гроппенштейн распорядился построить внутри крепости жилую резиденцию.
В 1486 году после смерти Вероники фон Гроппенштайн вся родовая собственность перешла к трём её сыновьям. 20 лет спустя император Максимилиан I распорядился передать замок в личную собственность графа Кристофа фон Грёппенштайна из рода Шернберг. Архиепископ Зальцбургский Маттеус Ланг фон Велленбург также доверил ему управление землями Гольдегг-им-Понгау.

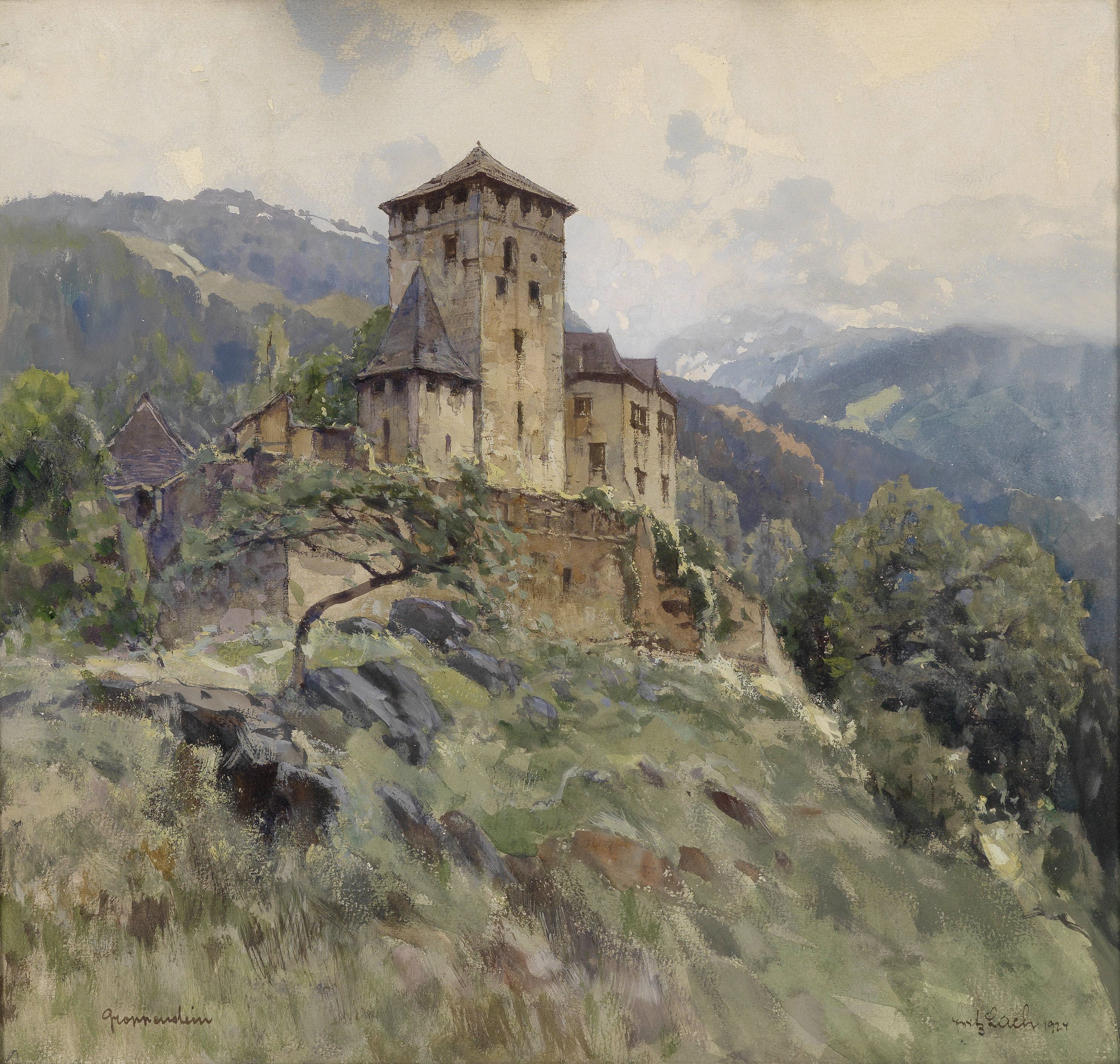
Замок на рисунке 1924 года

### Эпоха Ренессанса
Около 1588 года замковым комплексом владели Бартоломеус фон Кевенхюллер и Фридрих фон Холленегг. Они продали Гроппенштайн графам фон Шернберг.
В 1612 году Гроппенштейн крепость купил Адам Якоб фон Линд.
С 1693 по 1870 год владельцами замка были бароны Штернбахи. Через два года его приобрёл венский архитектор Адольф Штиппергер. Он провел масштабную реконструкцию сильно обветшавшего замка как снаружи, так и внутри. С тех пор облик Гроппенштейна почти не изменился.

### XVIII–XIX века
Замок Гроппенштейн уникален тем, что всегда оставался заселённым. На протяжении столетий он являлся официальной резиденцией своих владельцев. Это имело важное значение для своевременного ремонта и реставрации. В итоге комплекс очень хорошо сохранился.

### XX век
Замок благополучно пережил все потрясения двух мировых войн.
В 1968 году начались реставрационные работы, которые затянулись на много лет.
Комплекс в течение XX века ещё несколько раз сменил владельца, но так и остался в частной собственности. В настоящее время посещение замка возможно только по специальной договорённости.

## Описание
Главное жилое здание замка имеет три этажа. Оно возведено ещё в XV веке. Мощный бергфрид представляет собой прямоугольную пятиэтажную башню и также за последние 400 лет практически не изменился. Смотровая башня высотой 23 метра соединена с резиденцией деревянным мостом на уровне второго этажа.
Проведённая в 1870 году реконструкция существенно изменила облик жилой резиденции. Были пристроены современные (для той эпохи) дымоходы, возведён зубчатый фронтон и пробиты широкие окна. На фасаде можно увидеть герб графов Шёрнперг, утверждённый ещё в середине XVI веке.
Оборонительная зубчатая кольцевая стена была обновлена в XIX веке. Тогда же капитально отремонтировали и трёхэтажную надвратную башню (тортурм). В прежние времена внутрь можно было попсть только с западной стороны через глубокий ров по подъёмному мосту. В настоящее время его заменил стационарный бетонный мост.
В интерьере замка сохранились много элементов поздней готики.

## Галерея

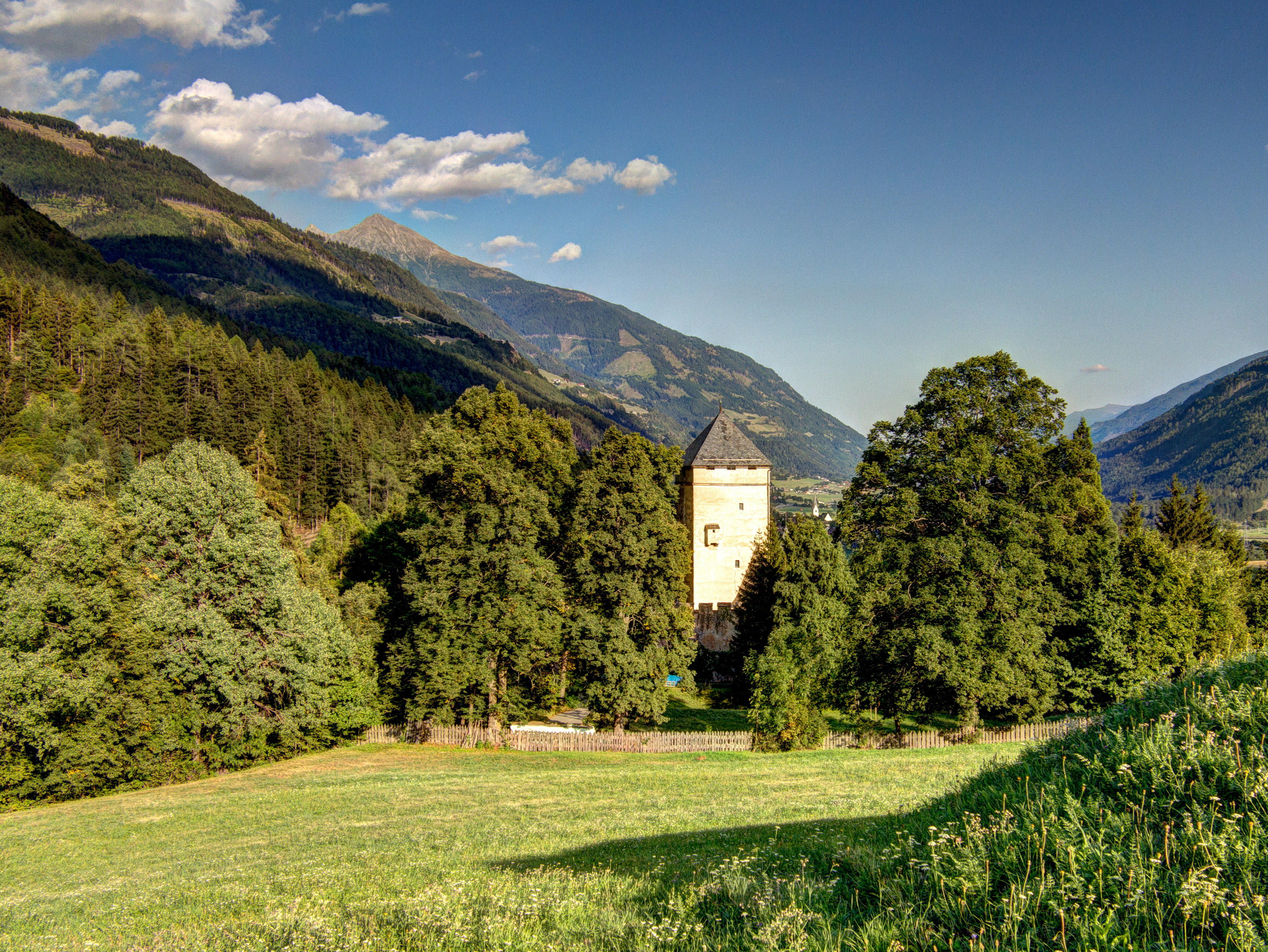
Бергфрид замка на фоне гор
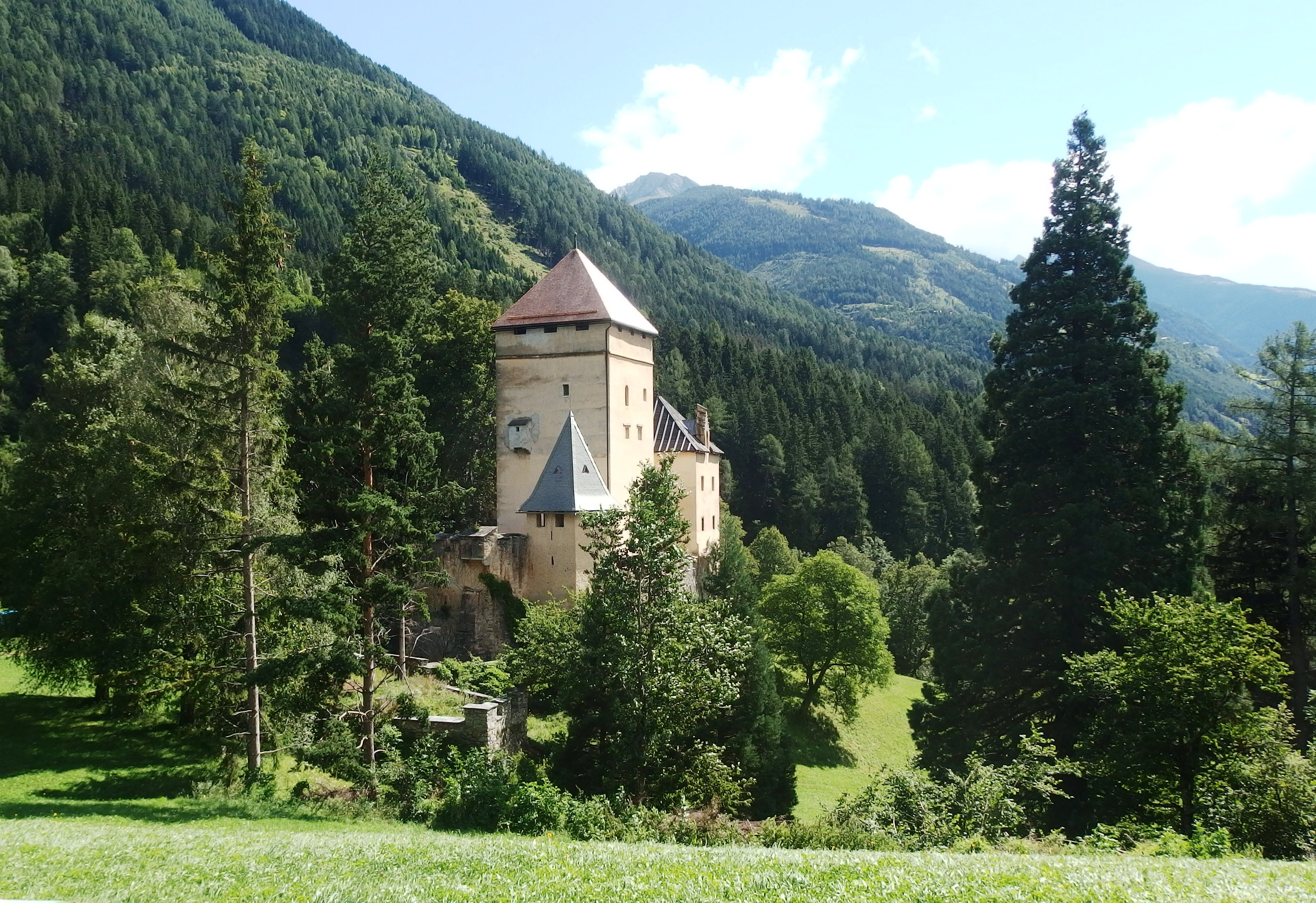
Вид замка с западной стороны
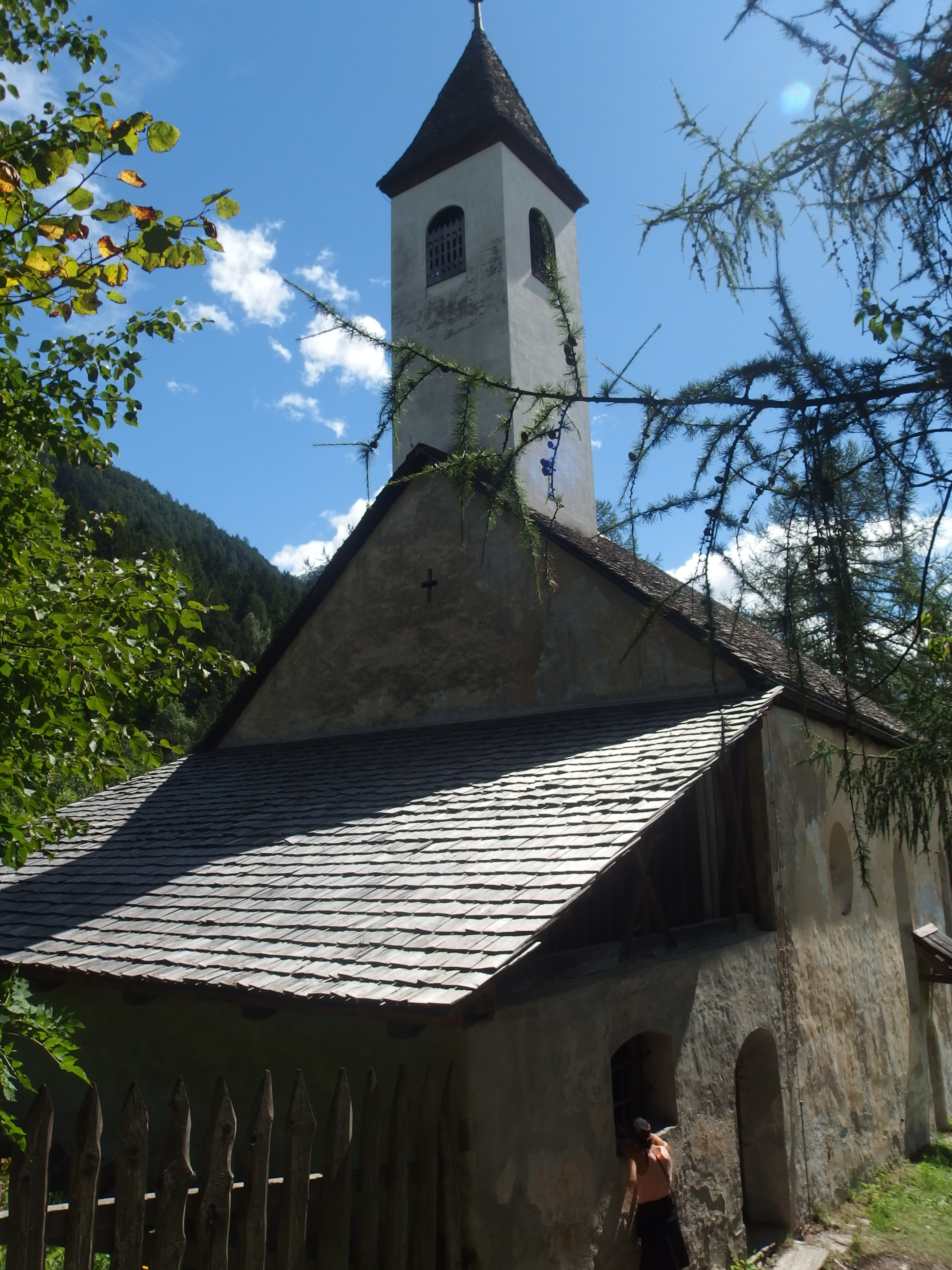
Замковая капелла
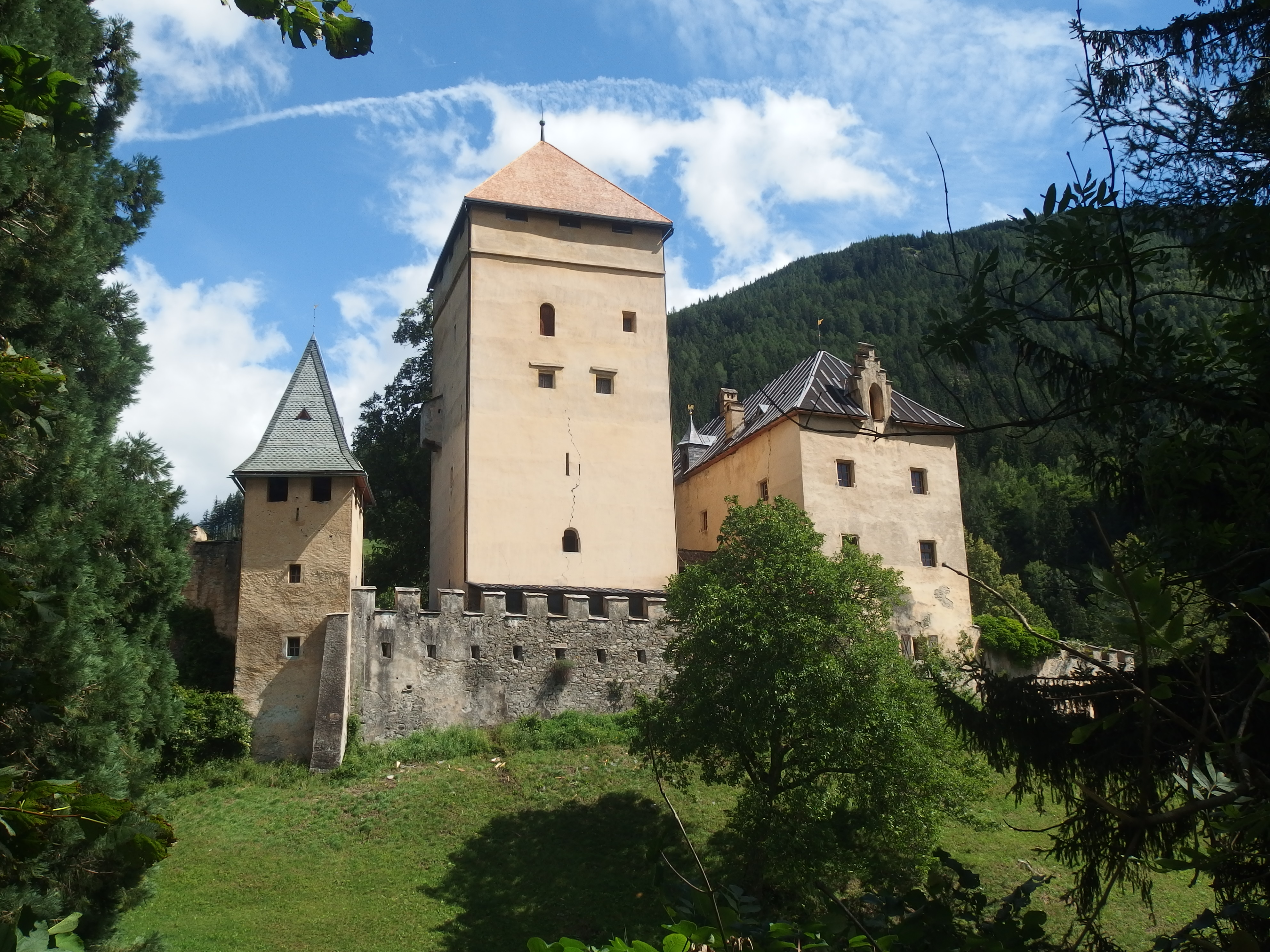
Вид замка с юга
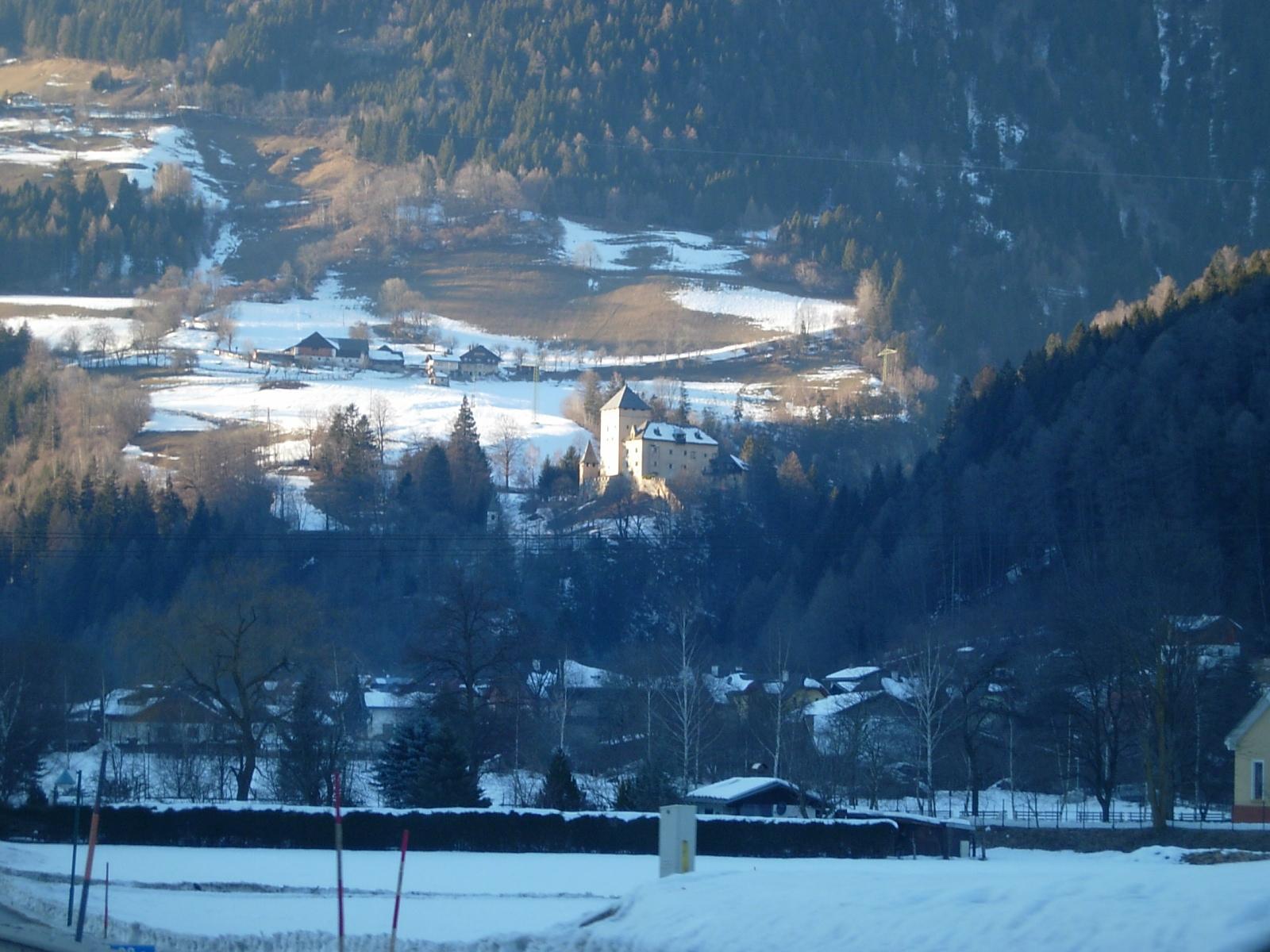
Замок на фоне гор в зимнее время